# Dziubrove, Iampol
Dziubrove (în ucraineană Дзюброве) este un sat în comuna Dzîhivka din raionul Iampol, regiunea Vinița, Ucraina.

## Demografie
Componența lingvistică a localității Dziubrove
     Ucraineană (100%)
Conform recensământului din 2001, toată populația localității Dziubrove era vorbitoare de ucraineană (100%).